# Jewish Defense League

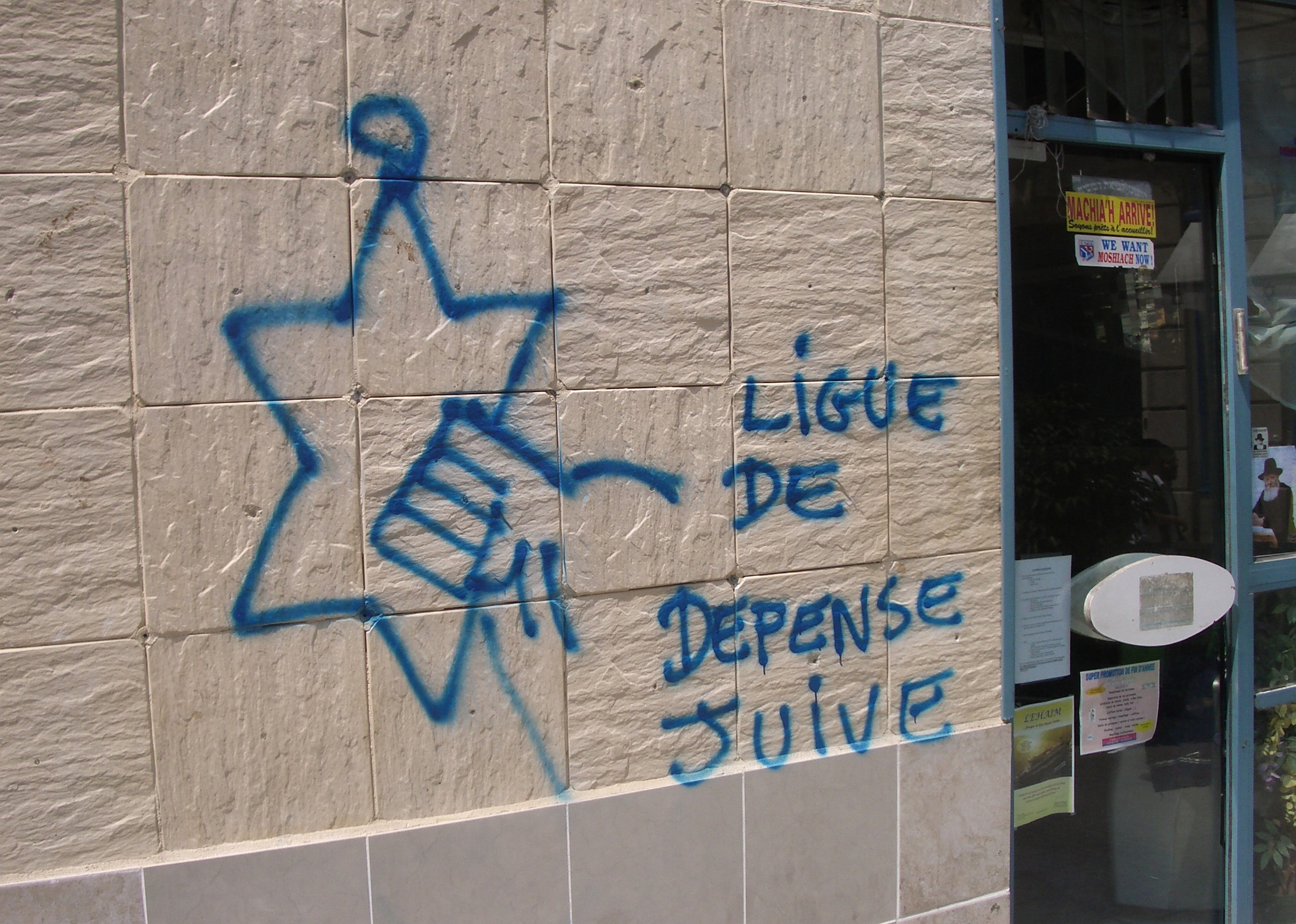
Le Marais, Parijs.

De Jewish Defense League (JDL; in het Nederlands Joodse Defensie Liga genoemd) is een radicale Joodse organisatie die door velen wordt beschouwd als een terroristische organisatie en tot doel zegt te hebben Joden te beschermen tegen antisemitisme met alle mogelijke middelen. De groep zegt terrorisme ondubbelzinnig te veroordelen en een no-tolerance beleid te hebben ten aanzien van terrorisme en andere misdadige handelingen. Het Federal Bureau of Investigation (FBI) heeft de JDL gekarakteriseerd als "een rechtse terroristische groepering en "een gewelddadige extremistische Joodse organisatie".
De organisatie werd in 1968 in New York opgericht door rabbijn Meir Kahane. Kahane werd in 1990 in New York vermoord door een Arabische extremist. Hij preekte een radicale vorm van Joods nationalisme die geweld en politiek extreme standpunten inhield. Irv Rubin was voorzitter van de JDL van 1985 tot 2002. Hij overleed in november 2002 in het Metropolitan Detention Center in Los Angeles (waar hij gevangen zat op verdenking van het beramen van aanslagen op een moskee in Culver City (Californië) en op het Arabisch-Amerikaanse congreslid Darrell Issa). Earl Krugel, een ander prominent JDL-lid werd voor dezelfde feiten tot 20 jaar gevangenis veroordeeld, hij werd in 2005 vermoord door een medegevangene die hem neersloeg met een stuk beton. Rubins echtgenote Shelley Rubin werd voorzitter van de JDL na het overlijden van haar echtgenoot.
In Nederland maakte de JDL naam door op 10 oktober 1979 de studio van de VPRO binnen te vallen en een uitzending over de door Israël bezette Palestijnse gebieden, genaamd De Palestijnen, te saboteren door de band met de uitzending mee te nemen. In de hectiek van de situatie vluchtten de twee daders via de achteruitgang.
Baruch Goldstein, die op 25 februari 1994 met een Galil automatisch geweer 29 van circa 800 biddende Palestijnse moslims doodschoot in de moskee bij de Grot van de Patriarchen in Hebron, behoorde tot de Jewish Defense League. De JDL verdedigde op zijn website deze daad als "een preventieve maatregel" en verklaarde verder: "Wij belijden dat geweld nooit een goede oplossing is maar helaas soms noodzakelijk is als een laatste redmiddel wanneer onschuldige levens worden bedreigd; daarom zien wij Goldstein als een martelaar in de strijd van het Jodendom tegen het Arabische terrorisme. En wij schamen ons er niet voor te zeggen dat Goldstein vanaf de oprichting lid ("charter member") was van de Jewish Defense League."
Leden van de organisatie werden ook verdacht van de moord op de Arabisch-Amerikaanse activist Alex Odeh in 1985, het plegen van aanslagen op kantoren van de Sovjet-Unie in 1971 en 1972 en het plegen van een dodelijke bomaanslag op een impresario, die Russische artiesten naar de VS haalde, in 1972 (waarbij een secretaresse om het leven kwam).
Op 12 december 2001 werden de leider van de JDL Irv Rubin en JDL-lid Earl Krugel in staat van beschuldiging gesteld voor het beramen van een serie bomaanslagen tegen het Muslim Public Affairs Council in Los Angeles, de King Fahd Mosque in Culver City en het kantoor van het Arabisch-Amerikaanse congreslid Darrell Issa in San Clemente (Californië). Rubin had ook een illegaal vuurwapen in zijn bezit. Op 4 november 2002 pleegde Rubin zelfmoord. Krugel bekende schuldig te zijn aan het betrokken zijn bij een complot en voor verboden wapenbezit op 4 februari 2003, waarvoor hij 20 jaar gevangenisstraf zou kunnen krijgen. In 2005 werd Krugel vermoord door een medegevangene.